# 정병욱
정병욱(鄭炳昱, 1922년 3월 25일~1982년 10월 12일)은 대한민국의 국문학자, 민속학자 겸 수필가이다. 본관은 진양(晋陽), 호는 백영(白影)이다.

## 생애

### 이력
경상남도 설천 문항리에서 출생하여 유년기를 보냈고 하동군 금남면 덕천리에서 성장하며 소년기를 보내고 초등학교(보통학교)를 졸업했다. 이후 경상남도 하동과 전라남도 광양에 거처를 두고 동래고보와 연희전문 문과, 서울대학교 국문학과를 나왔다. 1948년부터 부산대학교, 1953년부터 연세대학교, 1957년부터 서울대학교에서 교수를 역임하였고, 서울대 박물관장, 학술원 정회원을 역임하였다.

### 일생
1922년 출생한 그는 3.1운동 후 교사를 하게 된 부친을 따라 1927년부터 경남 하동군 (금남면 덕천리)에서 성장하고 1934년, 부친이 전남 광양에 양조장을 겸비한 주택(광양시 진월면 망덕리 소재, 근대문화유산 등록)에서 사업을 열자 그곳에서 하동 집을 오가며 가족과 함께 거주했다. 학업을 위해 부산 동래, 서울 등으로 집을 떠나 있는 시간이 많았지만, 그는 방학 동안 동생들과 함께 본가인 하동 덕천과 섬진강 하류를 사이한 광양 망덕에서 지냈다.
그는 시인 윤동주의 벗이자 후배로 연희전문 기숙사와 하숙에서 생활을 함께하고, 자필시집 <하늘과 바람과 별과 시> 원고를 증정받아 일제의 눈을 피해 망덕의 집에서 지켜냈다. 전문학교 졸업을 앞두고 강제 징병으로 전장에 끌려가게 되자, 어머니께 소중한 원고니 꼭 지켜달라는 유언과도 같은 말을 남겨, 어머니는 마루바닥을 뜯고 보관했던 것이다. 윤동주가 옥사하고, 해방이 된 후 정병욱은 그 원고를 찾아 윤동주의 전문학교 동기 강처중, 동생 윤일주 등과 함께 시집 <하늘과 바람과 별과 시>를 발간하게 된다. 한글과 민족의식을 말살하려 했던 일제말의 탄압 속에서 윤동주의 시를 보존하고 윤동주라는 시인을 세상에 알린 장본인인 것이다. 이와 같은 기록은 그가 수필 <잊지못할 윤동주>에서 자세히 밝히고 있다.
윤동주를 세상에 알린 외에도 한국 고전문학 연구분야에 학문적 초석을 놓고, 주 전공인 고전 시가를 비롯해 국문학의 여러 분야에 탁월한 업적을 남겼으며,
판소리의 연구와 보존, 대중화 운동에도 선구적 업적을 남겨 판소리를 민족예술의 정화로 부활 계승토록 하는 데 크게 기여했다. 그는 부산대, 연세대학교 교수를 거쳐 27년간 서울대학교 국문학과 교수로 재직하였으며 여러 권의 저서와 함께 수십 편의 수필도 남겼다.
또한 하버드대와 파리대학 초빙교수로서, 한국 고전 시가 논문 발표 및 강의 활동 외에도 브리태니카 백과 사전에 한국 문학 항목을 집필하였다. 그 외에도 유수의 권위있는 국제 학술대회에도 참가하는 등, 한국문학을 국제적으로 알리는 데도 크게 기여하였다.
이러한 학술적 업적으로 1967년 한국출판문화상 저작상, 1979년 외솔상, 1980년 삼일문화상을 받았으며 은관문화훈장을 추서받았다.
현재 그가 살았던 전남 광양시 망덕에는 그의 집이 근대문화유산으로서 보존되고 있다. 정식 명칭은 <윤동주 유고 보존 정병욱 가옥>이며, 원고를 보관했던 마루 등이 남아있는데 원형을 복원 중이다.

### 사망
1982년 10월 12일에 양성 신장종양의 합병증세로 인하여 타계하였다.

## 친척 관계
그는 시인 겸 건축사학자 윤일주(尹一柱)의 손윗처남이다.

## 학력
- 경성 연희전문학교 졸업
- 서울대학교 문리과대학 국어국문학과 학사 (1948년)
- 서울대학교 대학원 국어국문학과 문학석사 (1968년)
- 서울대학교 대학원 국어국문학과 문학박사 (1972년)